# Hoytema State
De Hoytema State (ook: Oenema State) was een stins dat gelegen was in de buurtschap Buwaldaburen, later ook Jonkershuizen geheten. Het had een oppervlakte van 92 pondematen en 33 bunders.

## Geschiedenis
De State wordt in 1503 voor het eerste vermeld als de Oenema State. Door een huwelijk tussen de families Oenema en Hoytema van Ockema verandert de naam later in Hoytema State. Homme Hoytema (ook bekend als: Homme Hoytema van Ockema) was de (voor zover bekend) enige adellijke bewoner die Buwaldaburen waarschijnlijk ooit heeft gehad. Boven de poort van de boerderij, liet Homme in 1660 een wapensteen inmetselen waarop in een nieuw wapen te zien was: Hoytema van Ockema. De oude wapens Hoytema en Ockema werden gecombineerd. Homme trouwde met een Siu Oenema te Bualda. Haar familie bezat de State reeds lange tijd. Hierna bewoonden nog enkele generaties Hoytema de voorname State. Op een enkele landkaart wordt de Hoytema State vermeld, zoals bijvoorbeeld op de 'Nieuwe Caert van Frieslant' van Bernardus Schotanus à Sterringa.

## Beschrijving
Uit de bewaard gebleven tekening uit 1722 van Jacobus Stellingwerff valt op te maken dat de State te bereiken was via een grote poort, omgracht was en uit een huis van één bouwlaag tussen trapgevels, met verschillende aanbouwen, bestond. In 1788 wordt een aantal aanzienlijke kenmerken van de State genoemd. Het bestaat dan uit een singel en gracht, waaruit een stenen brug is opgemetseld met een hoge en wijde poort, die "groot genoeg was om voor een stad te staan". In deze poort kon via een eiken wenteltrap een ruime bovenkamer bereikt worden, die uitzicht gaf over Bolsward. De brug en poort bevonden zich toen nog in een goede staat en zouden volgens de overlevering rond het jaar 1660 gebouwd zijn en circa 6000 gulden hebben gekost. De herenbehuizing binnen de gracht werd in 1779 verbouwd, nadat het door ouderdom in verval was geraakt. Achter een goed betimmerde bedschutting bevond zich een grote zaal met witte marmerstenen met een rooms huisaltaar, waar een priester of kapelaan mogelijk (in het geheim) diensten heeft gehouden. De eigenaars van de State speelden namelijk een actieve rol in het katholieke leven en verleenden in de 17e eeuw onderdak aan in het geheimwerkende katholieke geestelijken. Een houten middeleeuwse Piëta of “Nood Godsbeeldje“ afkomstig uit deze verborgen kapel is bewaard gebleven. In 1906 is de State volledig afgebroken en werd de terp waarop deze was gebouwd afgegraven. Bij het afgraven van de terp, werd een menselijk skelet in zittende houding gevonden.

## Lijst van eigenaren van de Hoytema State
| Jaar      | Gebruiker                                                         | Eigenaar                                                                 |
| --------- | ----------------------------------------------------------------- | ------------------------------------------------------------------------ |
| 1503      | Abbe Gerckes toe Bualda                                           | Tryn Haersma                                                             |
| 1525-1526 | Gatze Abbes van Oenema                                            | Van Broersma                                                             |
| 1578      | Sibble Gatzes Oenema                                              | Siu Andlesdr. Rispens                                                    |
| voor 1640 | Siu Oenema te Bualda                                              | Homme van Hoytema                                                        |
| 1640      | Auck Hoytema te Bualdabuyren en Sybolt Taeckles Ockema (echtpaar) | Auck Hoytema te Bualdabuyren en Sybolt Taeckles Ockema                   |
| 1670      | Homme Hoytema van Ockema                                          | Homme Hoytema van Ockema                                                 |
| 1698      | Sybolt & Margaretha van Hoytema                                   | De kinderen en erfgenamen van wijlen Rombartus van Hoytema               |
| 1708      | Sybolt en Juff. Maria van Hoytema                                 | Sybolt en Juff. Maria van Hoytema                                        |
| 1718      | Sybolt en Juff. Maria van Hoytema                                 | Evers Tjerckes                                                           |
| 1728      | Ysbrand Tjalles                                                   | Feyte Martens                                                            |
| 1738      | Ysbrand Tjalles                                                   | Jan Tjerx' weduwe                                                        |
| 1748      | Ysbrand Tjalles                                                   | Minse Wybes                                                              |
| 1758      | Ysbrand Tjalles                                                   | Wybe Teekes                                                              |
| 1768      | ½ Epke de Roos                                                    | Hepke Laaszes' weduwe (de familie nam in 1812 de naam "Van der Zee" aan) |
|           | ½ Jelle de Roos                                                   |                                                                          |
| 1778      | ½ Epke de Roos                                                    | Hepke Laaszes' weduwe                                                    |
|           | ½ Jelle de Roos                                                   |                                                                          |
| 1788      | Epke de Roos                                                      | Johannes Hepkes (van der Zee)                                            |
| 1798      | Epke de Roos                                                      | Johannes & Zijltje Hepkes (van der Zee)                                  |
| 1818      | E. Bynnema                                                        | Fokke, Jetje, Jacoba, Lodenia, Elbrig Hyltje Hepkes van der Zee          |
| 1828      | Petronella Adriana Bienema                                        | Hyltje Hepkes van der Zee                                                |
| 1838      | Petronella Adriana Bienema                                        | Hepke Hyltjes van der Zee                                                |
| 1843      | Djurre Hanzes Zijsling en Tjerkje Oeges Breeuwsma (echtpaar)      | Djurre Hanzes Zijsling en Tjerkje Oeges Breeuwsma                        |
| 1876      | Hans Djurre Zijsling en Wopkjen Rusticus (echtpaar)               | Hans Djurre Zijsling en Wopkjen Rusticus                                 |
| 1883      | Rienk Teakes van der Weij en Jiskjen Asma (echtpaar)              | Rienk Teakes van der Weij en Jiskjen Asma                                |
| 1899      | Rients Taekes van der Weij                                        | Rients Taekes van der Weij                                               |
| 1900      | Van 7 mei 1900 tot 1906 wellicht onbewoond                        |                                                                          |